# Magnolia tamaulipana
Espèce
Statut de conservation UICN

 EN B1ab(iii) : En danger
Magnolia tamaulipana est une espèce de plantes à fleurs de la famille des Magnoliacées. C'est un arbre endémique du Mexique.

## Description
C'est un arbre.

## Répartition et habitat
Cette espèce est endémique du Mexique où elle est présente dans les états de Nuevo León et Tamaulipas. Elle vit dans la forêt de nuage.